# Šušara
Šušara (serbisch-kyrillisch Шушара, deutsch Schuschara-Sanddorf, ungarisch Fejértelep-Puszta ) ist ein Dorf im serbischen Banat mit 333 Einwohnern (Stand 2011). Es befindet sich etwa 35 km südwestlich von Vršac.

## Geschichte

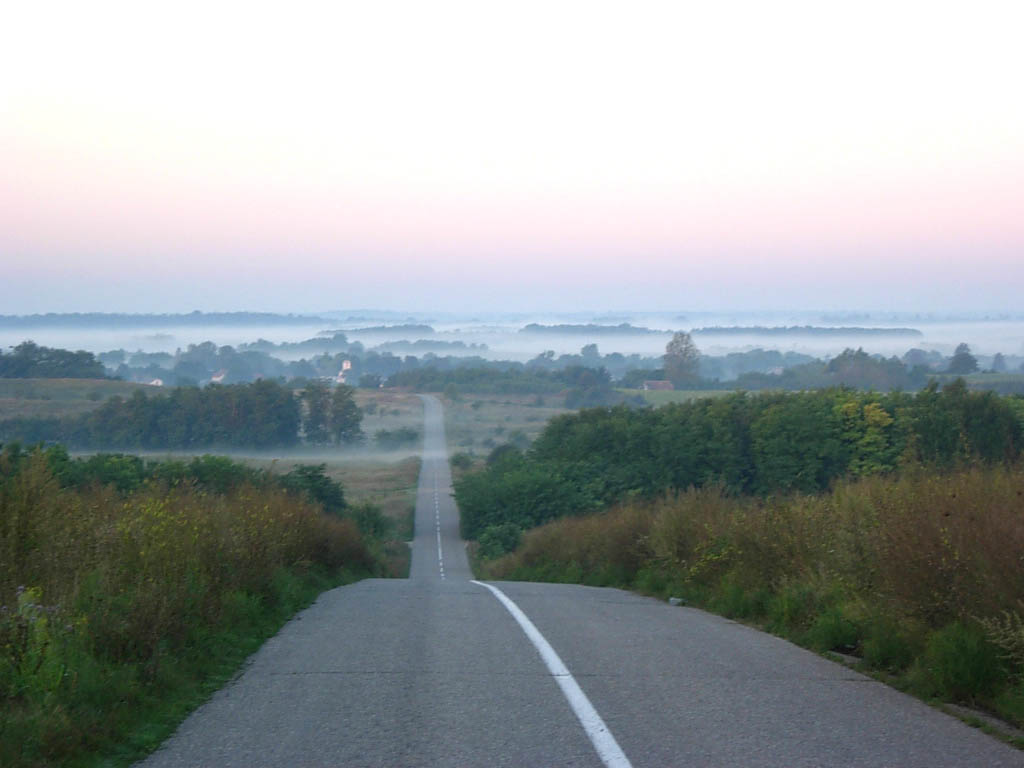
Blick auf Schuschara

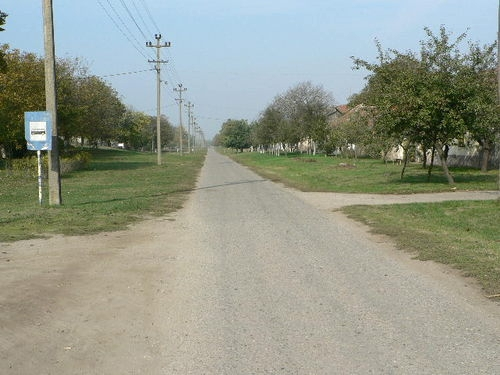
Schuschara-Sanddorf Hauptstraße

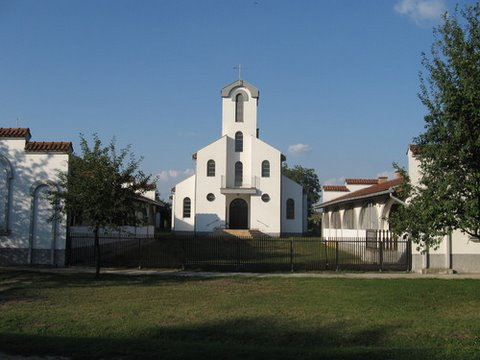
Katholische Kirche

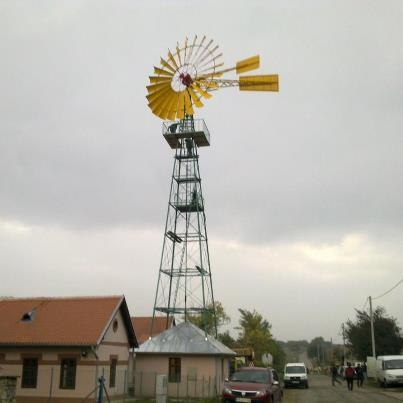
Windrad

Die Ortschaft Schuschara wurde im 19. Jahrhundert von Friedrich Höschel, einem Deutschen aus Werschetz, gegründet. Sie leitete ihren ungarischen Namen „Fejértelep“ von dem damaligen Ackerbauminister Fejer ab. Später hieß sie „Fehértelep“, die Serben nannten diese Siedlung „Šušara“, nach dem alten Försterhaus in jener Gegend, das bereits im 19. Jahrhundert im Volksmund den Namen „Schuschara“ (Darre) führte und eine Art Trockenanlage für vegetabile Stoffe besaß, in der Heilkräuter, Pilze und hauptsächlich Lindenblüten in größeren Mengen getrocknet wurden. Von 1941 bis 1944 wurde der Ort „Sanddorf“ genannt.
Im Jahr 1812 begann die Besiedlung von Schuschara-Sanddorf durch deutsche Kolonisten, die größtenteils aus Baden-Württemberg und dem Nordbanat kamen und nicht als Erstkolonisten gelten. Die ersten genannten Siedler in Sanddorf: Bergman, Blum, Böhm, Brenich, Buding, De Ville, Eberhard, Filka, Glockner, Grawisch, Grossgut, Haas, Hagel, Hejek, Holbach, Kalebach, Karkoschka, Kempf, Kessler, Kirchgassner, Kölzer, Lendl, Letsch, Maler, Meister, Palellek, Passauer, Pless, Pletitsch, Schanek, Schmidt, Schönborn, Schrodis, Schtutzman, Schwarz, Seemayer, Sessler, Weifert, Wendelin. Anfangs nur Pächter und keinesfalls Eigentümer ihrer Häuser und Felder, erwarben diese in den Jahren 1812 bis 1900 dann Ländereien. In den folgenden Jahrzehnten gab es bei der Erneuerung der Pachtverträge häufig Unstimmigkeiten und Reibereien, die zur Abwanderung mehrerer Familien führten.

## Infrastruktur
Der Boden ist sehr fruchtbar, daher wird Getreide, Weizen, Sonnenblumen und Mais angebaut, außerdem Zuckerrüben und Tabak. In der Zeit der Blockade Jugoslawiens bestand die Haupteinnahmequelle aus landwirtschaftlichen Erzeugnissen aus der Vojvodina, die durch die angrenzenden Länder geschmuggelt wurden.
Die traditionellen Dorfhäuser sind aus Adobe gebaut, da diese für eine gute Isolierung gegen die Hitze im Sommer, aber auch in kalten Wintern sorgten.

## Einwohner
In der Siedlung Šušara leben 296 erwachsene Einwohner, das Durchschnittsalter der Bevölkerung beträgt 40,9 Jahre (39,3 für Männer und 42,5 für Frauen). Das Dorf hat 139 private Haushalte, mit einer durchschnittlichen Mitglieder-Anzahl von 2,71 pro Haushalt.
Die Einwohnerschaft des Dorfes ist sehr inhomogen, in den letzten drei Volkszählungen registrierte man einen steten Rückgang der Bevölkerung.
| - 1894: 1044 - 1894: 1044 - 1910: 946 - 1921: 1016 - 1948: 748 - 1953: 851 - 1961: 819 - 1971: 648 - 1981: 496 - 1991: 472 - 2002: 416 - 2011: 333 |

Die Bevölkerung von 1810 bis 1945 zählte in der Mehrheit Deutsche; dann Ungarn, Rumänen und Serben. Nach dem Zweiten Weltkrieg ergab sich 1946 eine Mehrheit der ungarischen Bevölkerung, dann Serben, Rumänen, Slowaken, Jugoslawen und andere Nationalitäten.